# Sitticus cabellensis
Sitticus cabellensis är en spindelart som beskrevs av Prószynski 1971. Sitticus cabellensis ingår i släktet Sitticus och familjen hoppspindlar. Inga underarter finns listade i Catalogue of Life.